# 田喜𩄢
田喜𩄢（1633年—1695年），字子湄，號望西。山西省大同府馬邑縣（今屬朔州市朔城區）人，清朝政治人物。

## 生平
田喜𩄢豐神俊逸，氣度閒雅。順治八年（1651年），中式辛卯科山西鄉試舉人，年僅十九歲。順治十八年（1661年）中式辛丑科會試，殿試位列第三甲第十二名同進士出身。六月，選翰林院庶吉士。康熙五年（1666年）九月，散館，授內三院檢討。歷官國子監司業、司經局洗馬。
康熙二十二年（1683年）正月，以司經局洗馬充任《太宗文皇帝聖訓》、《世祖章皇帝聖訓》纂修官。後升翰林院侍讀學士。康熙二十五年（1686年）五月初六日，以翰林院侍讀學士兼充日講起居注官。後升詹事府少詹事。康熙二十九年（1690年）三月二十一日，升內閣學士兼禮部侍郎銜。
康熙三十年（1691年）正月二十四日，因母梁太夫人卒，丁母憂去職回籍。過度悲傷，哀毀骨立。康熙三十三年（1694年）服闕，三月二十八日，補任原官。閏五月十四日，因病休致獲准。康熙三十四年（1695年）病卒，年六十三歲。七月二十五日，上諭賜祭葬。

## 事跡
康熙二十一年（1682年）正月上元節，群臣共同賦和御製詩九十三韻，田喜𩄢作「罘罳流影耀璧璫」句。
康熙三十六年（1697年）康熙帝親征噶爾丹，途經山西馬邑，紳民迎駕，康熙帝勒馬詢問誰是田學士之子、兄弟幾人、有無授職諸子，康熙帝聆聽奏報並見到田喜𩄢兒子後對侍衛說：「若面龐何逼肖其父！」
田喜𩄢在還是舉人之時，與同窗戚友交情隆厚，之後任官翰林時曾以省侍母親請假回鄉，接見老友，執手敘舊，毫無倨傲之態；不吝解囊幫助長年科考落第的昔日貧賤之交；鄉民有因飢荒賣身旗下為奴者，田喜𩄢出資贖回，並贈路費讓其返回馬邑；康熙二十二年山西地震，馬邑城牆崩塌，慷慨捐出俸銀資助城工。鄉人感嘆，若更長壽，其事業可與王家屏、魏象樞並列大同之光。

## 家庭及關聯
九世祖：田彭，成化二十年進士，官至陝西左布政使。
父叔：
- 祖父：田嘉種，誥封通議大夫。
- 祖叔伯：田美種，以貢生任山陰縣訓導。
- 父：田大稔，誥贈通議大夫。
- 田大豐，李闖犯境時罵賊不屈被殺，順治十八年狀元馬世俊撰墓誌銘。
- 田大有，以貢生任交城縣訓導。
- 田大成，監生。

兄弟、族兄弟：
- 田喜霪，以廩生援例捐納例貢，任汾陽縣、猗氏縣訓導。
- 田喜雯，以增生援例捐納例監，任江西南豐縣丞。
- 田喜霯，大有子，貢生。

子侄：
- 長子：田邰禎，以廩生考授州同，父病卒前，隨侍湯藥八個月，服喪時三年不出門，時人稱孝。[15]
- 田邰栢，以附生援例捐納例監考授縣丞。
- 田邰棆，以附生援例捐納例監。
- 田邰機，喜霪子，以例貢任沁水縣教諭、廣東海陽縣縣丞。
- 田邰植，監生考授州同。
- 田邰桂，例貢生。
- 田邰模，貢生。
- 田邰茁，拔貢生。